# Belmont, Haute-Saône
Belmont är en kommun i departementet Haute-Saône i regionen Bourgogne-Franche-Comté i östra Frankrike. Kommunen ligger i kantonen Mélisey som tillhör arrondissementet Lure. År 2022 hade Belmont 141 invånare.

## Befolkningsutveckling
Antalet invånare i kommunen Belmont
| Referens: INSEE |